# Angustidontus
Angustidontus es un género de crustáceos pelágicos depredadores del Devónico tardío y el Carbonífero temprano, clasificado como parte de la subclase Eumalacostraca. Se han recuperado fósiles de este género en relativa abundancia en Canadá, Alemania, la República Checa, Polonia, Bielorrusia, Ucrania y grandes partes de los Estados Unidos, incluyendo Oklahoma, Ohio, Indiana, Kentucky, Montana, Utah y Nevada.
Las principales líneas de eumalacostrácidos ya se habían divergido durante el Devónico, pero su historia evolutiva temprana sigue siendo relativamente desconocida debido a un registro fósil pobre, lo que hace que los fósiles de Angustidontus y otros eumalacostrácidos tempranos sean importantes para el estudio científico. Históricamente de clasificación incierta, los estudios sobre la paleobiología de Angustidontus han permitido a los investigadores situarlo entre los órdenes de eumalacostrácidos Amphionidacea y Decapoda.

## Descripción
Angustidontus era un angustidóntido crustáceo depredador, que medía aproximadamente 6 centímetros (2,4 plg) de longitud (3,5 plg si se cuentan los grandes maxilípedos, es decir, apéndices o «extremidades» usadas para la alimentación). Poseía un par de maxilípedos prensiles y siete pares de pereiópodos (apéndices que actuaban principalmente como patas para caminar). Del primer al quinto par de pereiópodos eran subquelados (prensiles, similares a pinzas) y cortos, terminando en un dáctilo (segmento final de la pata, «punta») enganchado y agrandado. Los pares sexto y séptimo eran más delgados y largos, terminando en dáctilos más simples y pequeños. Los pleonales (del pleon, el abdomen) quinto y sexto somitas (segmentos corporales) se expandían lateralmente, con cierto solapamiento parcial sobre el telson (la división más posterior del cuerpo).
Angustidontus tenía grandes apéndices prensiles, modificados a partir del primer o segundo toracópodo (apéndices unidos al tórax), que representan algunos de los primeros maxilípedos dentro de los Eucarida. Estos maxilípedos probablemente se usaban al plegarse hacia abajo para golpear a la presa, luego sujetarla y evitar que se liberara. Schramidontus, el único pariente cercano conocido de Angustidontus, también poseía un segundo par de maxilípedos más pequeños que podía usar para llevar la presa a las maxilas, maxílulas (estructuras similares que preceden a las maxilas) y sus grandes mandíbulas, pero estas están ausentes en Angustidontus. En cambio, Angustidontus usaba los siguientes cuatro pares de toracópodos (que eran cortos y poseían fuertes garras y gnathobases serradas, es decir, bases modificadas y expandidas para ayudar en la alimentación) para desgarrar la presa y transportarla a la boca.

## Historia de la investigación
El género Angustidontus fue nombrado por el geólogo estadounidense Chalmer Lewis Cooper en 1936, junto con la familia «Angustidontidae». Cooper describió los fósiles, que consistían en apéndices serrados, como mandíbul Astas de fósiles de peces actinopterigios. Desde entonces, los apéndices de Angustidontus han sido objeto de mucho debate sobre su clasificación. En la década de 1950, se sugirió que los fósiles representaban quelíceros de eurípteros, posiblemente de algo estrechamente relacionado con Pterygotus.
En 1960, los geólogos canadienses Murray John Copeland y Thomas Edward Bolton consideraron que los fósiles representaban rastrillos branquiales de peces o eran «garras similares a las del segundo maxilípedo del estomatópodo Squilla»; además, se observó que el apéndice tenía algún tipo de articulación de tipo «esfera y cavidad». Aunque varios investigadores destacados señalaron que Angustidontus probablemente no representaba un euríptero, fue tratado como tal, aunque con reservas, por la mayoría de los autores posteriores. Las excepciones fueron la geóloga estadounidense Jean Milton Berdan, quien en 1964, tras estudiar múltiples apéndices de Angustidontus, concluyó que los «rami de Angustidontus son casi con certeza parte de un artrópodo y no de un vertebrado, pero no necesariamente de un euríptero»; y el paleontólogo y geólogo noruego Leif Størmer, quien en 1966 estuvo de acuerdo en que los fósiles no eran de eurípteros, sino que eran «de afinidad incierta, posiblemente crustáceos decápodos».
Angustidontus a menudo aparece junto con Concavicaris, otro crustáceo del Devónico. Los fósiles de Concavicaris suelen carecer de apéndices, mientras que los fósiles de Angustidontus a menudo carecen del escudo cefalotorácico debido a su débil esclerotización. Esto causó cierta confusión, y algunos investigadores sugirieron que ambos representaban diferentes partes del mismo animal. Las expediciones a localidades fósiles en Nevada donde se informó que Concavicaris y Angustidontus aparecían juntos por Cooper en 1936 proporcionaron más información sobre los apéndices de Concavicaris y permitieron determinar que los apéndices de Angustidontus no representaban apéndices de Concavicaris. Con cientos de especímenes recolectados, se pudo realizar una investigación adecuada sobre Angustidontus por primera vez con el descubrimiento de los primeros especímenes completos.
Los nuevos especímenes permitieron a los investigadores determinar que Angustidontus era un crustáceo peracárido malacostrácido, y que Concavicaris simplemente representaba un animal separado que formaba parte de una fauna más grande del Devónico tardío que incluía una gran cantidad de invertebrados diferentes, como gusanos, cefalópodos, bivalvos, braquiópodos y esponjas. Los apéndices que habían causado confusión en el pasado se revelaron como los primeros toracópodos, pero muy alargados y adaptados para usarse en la alimentación.

## Clasificación

Un bauplan generalizado de un crustáceo malacostrácido. El cefalón y el tórax estaban fusionados en Angustidontus como un único escudo cefalotorácico y el primer toracópodo se había desarrollado en un maxilípedo.

Angustidontus se clasifica como parte de la familia extinta Angustidontidae junto con el género de agua dulce Schramidontus de Bélgica. Esta familia es la única clasificada como parte del orden eucárido Angustidontida. Los angustidóntidos se diagnostican como eucáridos que poseen caparazones y ojos pedunculados con exópodos en forma de escamas en las segundas antenas, un pleon alargado y un abanico caudal. Estas características hacen que el grupo sea distinto de la mayoría de los crustáceos eumalacostrácidos y se clasifican como parte de los Eucarida debido a que su caparazón está fusionado a los segmentos torácicos 1–7.
Algunas especies adicionales de Angustidontus, además de la especie tipo A. seriatus, fueron nombradas previamente. Estas fueron A. gracilis (Cooper, 1936), A. moravicus y A. weihmannae (Copeland & Bolton, 1960), que se separaban entre sí por el patrón de los dientes en sus maxilípedos. Todas fueron consideradas sinónimos de A. seriatus por los paleontólogos británicos y polacos William David Ian Rolfe y Jerzy Dzik en 2006, ya que los fósiles de estas especies presentaban patrones muy variables. Rolfe y Dzik determinaron que el patrón de dientes no era un criterio válido para distinguir especies, quedando solo la especie tipo A. seriatus como válida. Sin embargo, basándose en la morfología de diferentes mandíbulas fósiles, el material fósil del Famenniano temprano de Polonia podría representar dos especies adicionales posibles.
El cladograma a continuación se basa en las relaciones de los Eucarida asumidas por los paleontólogos franceses Pierre Guériau, Sylvain Charbonnier y Gaël Clément en 2014, basadas en la modificación gradual de los primeros toracópodos en los maxilípedos vistos en Decapoda.
| †Angustidontida | \| \| †Angustidontus \| \| \| \| \| \| †Schramidontus \| \| \| \| |
|                 | \| \| †Angustidontus \| \| \| \| \| \| †Schramidontus \| \| \| \| |
|                 | Decapoda                                                          |
|                 |                                                                   |
|                 | †Angustidontus                                                    |
|                 |                                                                   |
|                 | †Schramidontus                                                    |
|                 |                                                                   |

|  | †Angustidontus |
|  |                |
|  | †Schramidontus |
|  |                |

| †Angustidontida | \| \| †Angustidontus \| \| \| \| \| \| †Schramidontus \| \| \| \| |
|                 | \| \| †Angustidontus \| \| \| \| \| \| †Schramidontus \| \| \| \| |
|                 | Decapoda                                                          |
|                 |                                                                   |
|                 | †Angustidontus                                                    |
|                 |                                                                   |
|                 | †Schramidontus                                                    |
|                 |                                                                   |

|  | †Angustidontus |
|  |                |
|  | †Schramidontus |
|  |                |

| †Angustidontida | \| \| †Angustidontus \| \| \| \| \| \| †Schramidontus \| \| \| \| |
|                 | \| \| †Angustidontus \| \| \| \| \| \| †Schramidontus \| \| \| \| |
|                 | Decapoda                                                          |
|                 |                                                                   |
|                 | †Angustidontus                                                    |
|                 |                                                                   |
|                 | †Schramidontus                                                    |
|                 |                                                                   |

|  | †Angustidontus |
|  |                |
|  | †Schramidontus |
|  |                |

| †Angustidontida | \| \| †Angustidontus \| \| \| \| \| \| †Schramidontus \| \| \| \| |
|                 | \| \| †Angustidontus \| \| \| \| \| \| †Schramidontus \| \| \| \| |
|                 | Decapoda                                                          |
|                 |                                                                   |
|                 | †Angustidontus                                                    |
|                 |                                                                   |
|                 | †Schramidontus                                                    |
|                 |                                                                   |

|  | †Angustidontus |
|  |                |
|  | †Schramidontus |
|  |                |

## Paleoecología

### Entorno
El entorno de vida de Angustidontus tenía baja diversidad, pero podría haber sido muy alto en productividad biológica. Los animales fósiles encontrados en asociación con Angustidontus son exclusivamente criaturas pelágicas de mar abierto, como conodontos, cefalópodos, ostrácodos, concavicáridos y peces. Las regiones del fondo probablemente eran ligeramente bentónicas con un entorno suave y fangoso; este último probablemente era anaeróbico y venenoso, con abundante sulfuro de hidrógeno, lo que habría evitado la descomposición y permitido la preservación de fósiles.
Los concavicáridos, crustáceos pelágicos de clasificación incierta encontrados en asociación con Angustidontus, también tenían apéndices similares a quelíceros y estaban cubiertos de espinas protectoras. Eran depredadores, con contenidos estomacales conocidos que incluían restos de cefalópodos, así como vértebras de tiburones y peces teleósteos. Los apéndices de los concavicáridos como Concavicaris diferían en funcionalidad de los de Angustidontus y, por lo tanto, probablemente se usaban para capturar presas diferentes a las que comía Angustidontus. Los concavicáridos no solo podrían haber ocupado un nicho ecológico diferente, sino un nivel completamente diferente en la columna de agua.

### Presa
No hay contenidos intestinales taxonómicamente identificables en ningún espécimen de Angustidontus. Hay algunos pequeños fragmentos fósiles encontrados en asociación con especímenes de Angustidontus que podrían representar mandíbulas de cefalópodos o conchas de moluscos de caparazón delgado. El espécimen NMNH 530451 conserva una impronta en espiral que podría representar la concha larvaria de un goniatita. Por lo tanto, Angustidontus podría haberse alimentado de cefalópodos. Otro elemento de presa probable, basado en su presencia en entornos pelágicos del Devónico tardío, son los conodontos.